# 리처드 포터스
리처드 포터스(Richard Fortus, 1966년 11월 17일 ~ )는 미국의 기타리스트이다. 건즈 앤 로지스의 기타리스트로 활동하고 있다.